# Caixabank
Caixabank (katalanskt uttal: [kajʃa'baŋk]; marknadsförd som CaixaBank) är en spansk bank, med legal hemmahörighet i Valencia och operativa huvudkontor i Madrid och Barcelona. Banken grundades 2011, som del av den dåvarande katalanska stiftelsen Fundació "la Caixa", tre år senare ombildad som La Caixa.
2017, i samband med Spaniens konstitutionella kris, flyttade företaget sitt hemmahörighet från Barcelona till Valencia. 2021/2021 integrerades det tidigare separata Bankia i bolaget, vilket gjorde Caixabank till en av Spaniens tre stora bankkoncerner.

## Historia

### Bakgrund
Den katalanska finansiella stiftelsen "La Caixa" (katalanska för 'kassan') köpte 1994 Banco de Europa S.A. 2007 bytte man namn på verksamheten till "MicroBank de la Caixa, S.A. Man koncentrerade sig till en början på mikrokrediter.

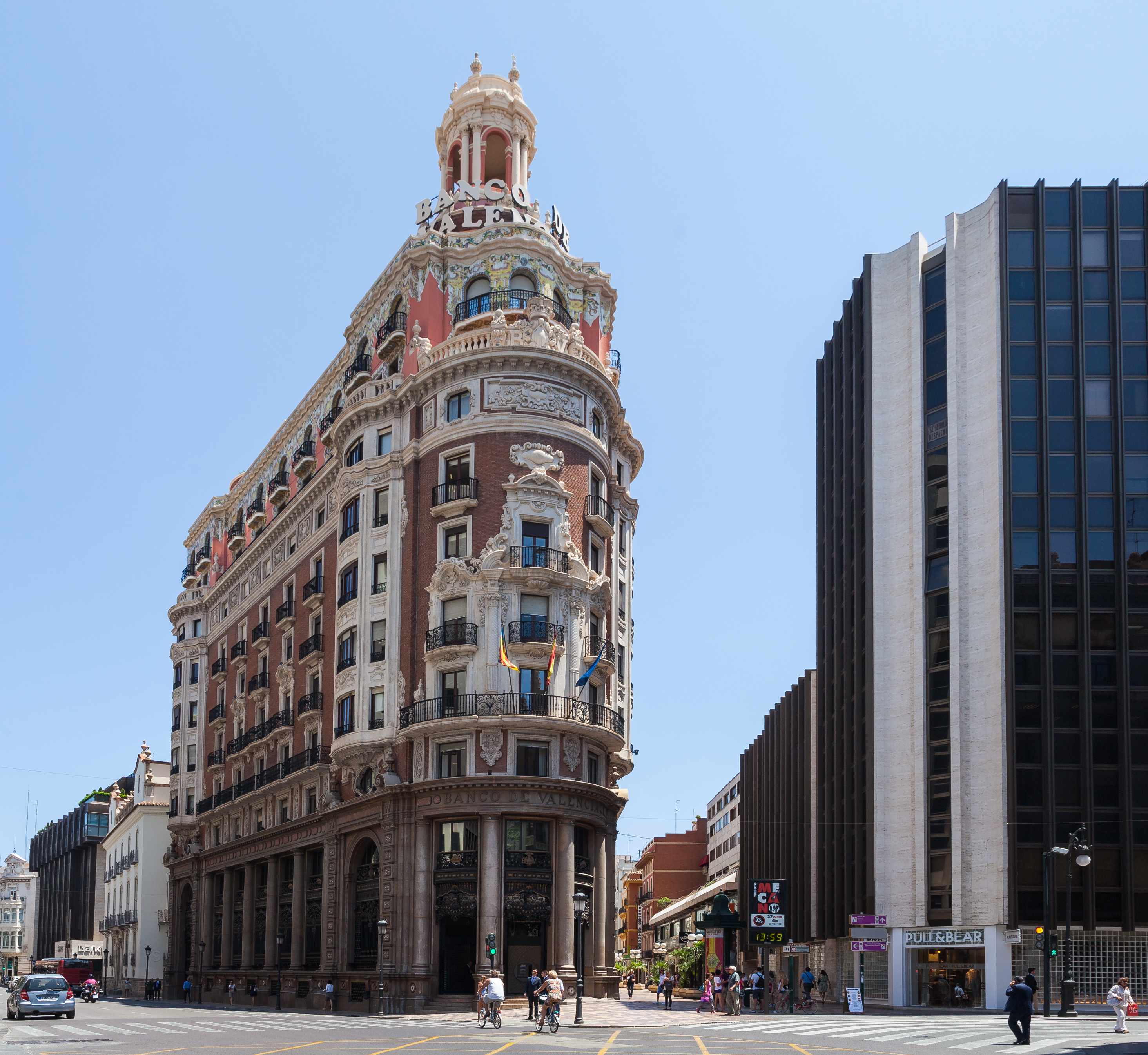
Huvudkontor i Valencia, i Banco de Valencias tidigare bankpalats.

2007 omorganiserade man verksamheten, som ett nybildat dotterbolag till La Caixa i form av ett holdingbolag. Här integrerades även ägandeskapet i stora spanska bolag som Gas Natural, Telefónica, Abertis och Agbar. Från och med oktober samma år började delar av detta holdingbolag – Criteria CaixaCorp, S.A. – noteras på både Börsen i Madrid och Börsen i Barcelona.
Fyra år senare splittrades holdingbolaget i två delar. Dels avdelades hela verksamheten kring mikrofinanser till dotterbolaget Microbank – Spaniens enda bank med den specialiseringen. Den andra halvan av bolaget bildade samtidigt den nya, mer renodlade bankrörelsen Caixabank, S.A.. I samma veva avknoppades Caixabank som sådant från det tidigare ägandeskapet från stiftelsen La Caixa.

### Tidig expansion
Caixabank hade inledningsvis ägandeskap i ett antal internationella bankrörelser, inklusive i österrikiska Erste Bank (10 procent), Hongkong-baserade Bank of East Asia (15 procent), portugisiska BPI (30 procent), franska Boursorama (20 procent) och mexikanska Inbursa (20 procent). Dessutom behöll man ägarandelar i Telefónica och Repsol.
2012 växte Caixabank genom uppköp av de spanska tidigare regionbankerna Caja Navarra, Cajasol, Cajacanarias och Caja de Burgos. Uppköpen finansierades genom att ägarna till de uppköpa bankerna omvandlades till minoritetsägare i Caixabank. Året efter skedde något liknande, när även Banco de Valencia (bildat 1900) integrerades i det växande Caixabank. I det här fallet handlade det dock om ett bolag på fallrepet, och bolagsöverförelsen genomfördes till det symboliska priset av en euro.
Den spanska grenen av brittiska Barclays Bank övergick 2014/2015 till Caixabanks ägandeskap. Därigenom tillfördes en dryg halv miljon spanska bankkunder, liksom 262 bankkontor och 2 400 anställda. 2014 startade Caixabank även den specialiserade bankverksamheten Agrobank, inriktat på jordbrukssektorn och med etablerandet av ett 400-tal kontor runt om i Spanien.
2015 öppnades en ny verksamhetsgren inom bankkoncernen, när man presenterade Holabank, riktad direkt till utländska kunder, semesterboende i Spanien och folkbokförda i andra länder. Ett 100-tal Holabank-kontor öppnades därefter, i första hand i "utlänningstäta" områden som Costa del Sol, Costa de la Luz, Balearerna och Kanarieöarna. Året efter etablerade man Imaginbank, en Spaniens första enbart appbaserade banktjänst.

### Året 2017
2017 var ett händelserikt år för Caixabank. I februari inledde man förhandlingar, som slutade med att man kom att helt ta över den stora portugisiska investeringsbanken BPI; fram till december 2018 ökade man sin aktieandel från 45 till 100 procent.
Än viktigare var att man 26 september 2017 helt avknoppades från den Barcelona-baserade finansstiftelsen La Caixa, som därmed slutade ha kontrollerande ägarandel i Caixabank. Denna avknoppning skedde under det omtumlande politiska år då hela regionen Katalonien gjorde ett misslyckat försök att etablera full självständighet från Spanien. I samband med detta flyttade Caixabank sin juridiska hemmahörighet från Kataloniens huvudstad Barcelona till Valencia i den sydligt angränsande regionen, samtidigt som stiftelsen La Caixa flyttade sitt juridiska säte till Palma de Mallorca. Både Caixabank och La Caixa behöll dock huvuddelen av den operativa verksamheten vid huvudkontoret i Barcelona.
2025 inledde ägarstiftelsen La Caixa en process för att åter flytta sin legala hemmahörighet till Katalonien. Detta skedde efter att ett antal andra spanska företag (inklusive Banco Sabadell) under början av året börjat återvända till Katalonien, där man sedan 2024 inte längre har ett självständighetsivrande styre. Caixabank beslutade dock att, tills vidare, behålla sitt juridiska säte i Valencia.

### Sammanslagning med Bankia
2020 skedde nästa större förändring i koncernen, då man i september meddelade sin önskan att slå sig samman med krisdrabbade storbanken Bankia. Denna var då majoritetsägd av spanska staten, som efter att samgåendet mellan bankerna en månad senare godkändes av Spaniens finansinspektion kom att kvarstå som 14-procentig ägare till hela Caixabank-koncernen. Senare under hösten godkände övriga aktieägare bankfusionen, en av de största i Spaniens historia. Bankia avskaffades samtidigt som varumärke, och även de tidigare Bankia-kontoren skrudades om i före detta "katalanska" Caixabanks färger – liksom Bankias huvudkontor i sin lutande Puerta de Europa-skyskrapa i Madrid.
Sammanslagningen med Bankia gjorde Caixabank i ett slag till största penningförvaltare i Spanien, med förvaltade tillgångar på 624 miljarder euro. Man hade då totalt cirka 20 miljoner bankkunder och var i övrigt på samma storleksnivå som största konkurrenterna Banco Santander och BBVA.